# مارکو بوشمان
مارکو بوشمان (انگلیسی: Marco Buschmann؛ زادهٔ ۱ اوت ۱۹۷۷) سیاستمدار و وکیل اهل آلمان است، که هم‌اکنون به‌عنوان وزیر دادگستری آلمان فعالیت می‌کند.